# Bob Weiss
Robert William "Bob" Weiss (Easton, Pensilvania, 7 de mayo de 1942) es un exjugador y entrenador de baloncesto estadounidense que disputó 12 temporadas en la NBA y ejerció como entrenador durante otras siete en cuatro equipos diferentes. Con 1,88 metros de estatura, jugaba en la posición de base.

## Trayectoria deportiva

### Universidad
Jugó durante cuatro temporadas con los Nittany Lions de la Universidad Estatal de Pensilvania, en las que promedió 16,3 puntos y 4,4 rebotes por partido. en su última temporada lideró al equipo que llegó a disputar el torneo de la NCAA, en el que cayeron ante Princeton Tigers en primera ronda por dos puntos, un equipo que lideraba el que posteriormente sería estrella de la NBA y Senador de los Estados Unidos Bill Bradley.
Curiosamente figura en los libros de récords de la Universidad de Duke, ya que es el jugador que más puntos ha anotado en un partido contra dicho equipo en toda la historia, 38, en un partido disputado en 1965 y en el cual se impusieron los Blue Devils de forma rotunda, por 121-88.

### Profesional
Fue elegido en la vigésimo segunda posición del Draft de la NBA de 1965 por Philadelphia 76ers, donde en su primera temporada apenas contó para su entrenador Dolph Schayes, que lo alineó únicamente en 7 partidos, en los que anotó 6 puntos. Al ser despedido, tras un mes en los Sixers, fichó por los Wilmington Blue Bombers, con los que consiguió el título de la EPBL.
Al año siguiente, tras la lesión de Larry Costello, fue repescado por los Sixers para finalizar la temporada y, a pesar de que sus números fueron discretos (2,0 puntos y 1,7 asistencias por partido), logró su primer y único anillo de la NBA tras derrotar en las finales a los San Francisco Warriors por 4-2.
Antes del comienzo de la temporada 1967-68, y a causa de la llegada de dos nuevos equipos a la liga, los San Diego Rockets y los Seattle SuperSonics, se produjo un draft de expansión y, tras no ser protegido por los Sixers, fue elegido por el equipo del estado de Washington. En los Sonics jugó una temporada, alternando en el puesto de base con Rod Thorn, acabando el año con unas estadísticas de 9,8 puntos y 4,2 asistencias por partido.
En la temporada siguiente se produjo un nuevo draft de expansión, con la llegada de tres equipos nuevos a la liga, en el que resultó elegido por los Milwaukee Bucks, si bien fue traspasado junto con Bob Love a Chicago Bulls a cambio de Flynn Robinson tras disputar 15 partidos. En los Bulls desarrolló el grueso de su carrera profesional, ya que disputó con ellos 6 temporadas, en las que se perdió apenas 3 partidos de la temporada regular. Su mejor campaña en el equipo fue la 1969-70, la primera completa, en la que jugando como titular promedió 11,5 puntos y 5,8 asistencias por partido.
En 1974 fue traspasado a Buffalo Braves a cambio de Matt Guokas y dos futuras rondas del draft. Allí asumió un papel de reserva, dando minutos de descanso a Randy Smith. En 1976, tras ser despedido por los Braves, fichó como agente libre por Washington Bullets, donde jugaría ya con 35 años su última temporada como profesional, promediando 2,5 puntos y 2,1 asistencias.

### Entrenador
Un año después de retirarse como jugador, volvería a la liga como entrenador asistente de Gene Shue en los San Diego Clippers, donde permaneció 2 temporadas, pasando en 1980 a desempeñar el mismo puesto en los Dallas Mavericks al lado de Dick Motta.
En 1986 consigue por primera vez ocupar un banquillo de la NBA como entrenador principal, fichando por San Antonio Spurs. Allí pasó dos temporadas, logrando clasificar al equipo para los playoffs en la segunda de ellas, a pesar de solo conseguir 31 victorias en la temporada regular, cayendo en primera ronda ante Los Angeles Lakers por un contundente 3-0.
Tras volver a ejercer como asistente en la temporada 1989-90, con Matt Guokas al frente del banquillo de los novatos Orlando Magic, al año siguiente fichó por Atlanta Hawks con la difícil misión de sustituir a toda una institución en la franquicia como Mike Fratello. En los Hawks permaneció tres temporadas, clasificando al equipo para los playoffs en la primera, donde cayó nuevamente en primera ronda ante Detroit Pistons por 3-2. Dos años más tarde repetiría aparición en la posttemporada, cayendo ante Chicago Bulls por 3-0.
En 1993 fichó por Los Angeles Lakers tras haber rechazado el puesto Lenny Wilkens y Hubie Brown. Allí completó una mala temporada, en la que solo consiguió 27 victorias, y no fue renovado.
Tras más de una década como asistente en los Seattle SuperSonics, en la temporada 2005-06 se hace cargo finalmente del equipo como entrenador principal. Pero tras tres meses en los que consiguió 13 victorias por 17 derrotas fue despedido.
En 2008 dio un giro a su carrera al fichar por el Shanxi Zhongyu de la liga china, donde había estado meses antes en un campus de entrenamiento de la marca Adidas. Allí coincidió con dos jugadores con experiencia en la NBA, el nigeriano Olumide Oyedeji y el estadounidense Donta Smith, a los que se uniría más tarde Bonzi Wells.
Tras dos temporadas en Taiyuan, en 2010 fichó por los Shandong Flaming Bulls, donde en su primera temporada no logró clasificar al equipo para la lucha por el título, quedando en la temporada regular en el puesto 11, con 14 victorias y 18 derrotas.

#### Estadísticas
| Temporada | Equipo               | Temporada regular | Temporada regular | Temporada regular | Playoffs de la NBA | Playoffs de la NBA | Playoffs de la NBA |
| Temporada | Equipo               | G                 | P                 | %                 | G                  | P                  | %                  |
| --------- | -------------------- | ----------------- | ----------------- | ----------------- | ------------------ | ------------------ | ------------------ |
| 1986-87   | San Antonio Spurs    | 28                | 54                | .341              | 0                  | 0                  | .000               |
| 1987-88   | San Antonio Spurs    | 31                | 51                | .378              | 0                  | 3                  | .000               |
| 1990-91   | Atlanta Hawks        | 43                | 39                | .524              | 2                  | 3                  | .400               |
| 1991-92   | Atlanta Hawks        | 38                | 44                | .463              | 0                  | 0                  | .000               |
| 1992-93   | Atlanta Hawks        | 43                | 39                | .524              | 0                  | 3                  | .000               |
| 1993-94   | Los Angeles Clippers | 27                | 55                | .329              | 0                  | 0                  | .000               |
| 2005-06   | Seattle SuperSonics  | 13                | 17                | .433              | 0                  | 0                  | .000               |

## Estadísticas de su carrera en la NBA

### Temporada regular
| Temporada | Edad | Equipo              | Liga | P   | TIT | MIN  | TC  | TCA  | %TC  | 3P | 3PA | %3P | TL  | TLA | %TL  | R.OF. | R.DEF. | REB | ASIS | ROB | TAP | PER | FP  | PTS  |
| 1965-66   | 23   | Philadelphia 76ers  | NBA  | 7   |     | 4.3  | 0.4 | 1.3  | .333 |    |     |     | 0.0 | 0.0 |      |       |        | 1.0 | 0.6  |     |     |     | 1.4 | 0.9  |
| 1966-67   | 24   | Philadelphia 76ers  | NBA  | 6   |     | 4.8  | 0.8 | 1.7  | .500 |    |     |     | 0.3 | 0.8 | .400 |       |        | 0.5 | 1.7  |     |     |     | 1.3 | 2.0  |
| 1967-68   | 25   | Seattle SuperSonics | NBA  | 82  |     | 19.7 | 3.6 | 8.4  | .430 |    |     |     | 2.6 | 3.1 | .839 |       |        | 1.8 | 4.2  |     |     |     | 1.7 | 9.8  |
| 1968-69   | 26   | TOTAL               | NBA  | 77  |     | 19.2 | 2.5 | 6.5  | .379 |    |     |     | 1.7 | 2.1 | .800 |       |        | 2.1 | 2.6  |     |     |     | 2.3 | 6.6  |
| 1968-69   | 26   | Milwaukee Bucks     | NBA  | 15  |     | 16.1 | 2.4 | 7.6  | .316 |    |     |     | 1.8 | 2.3 | .794 |       |        | 1.8 | 1.8  |     |     |     | 1.6 | 6.6  |
| 1968-69   | 26   | Chicago Bulls       | NBA  | 62  |     | 19.9 | 2.5 | 6.2  | .397 |    |     |     | 1.6 | 2.0 | .802 |       |        | 2.2 | 2.8  |     |     |     | 2.4 | 6.6  |
| 1969-70   | 27   | Chicago Bulls       | NBA  | 82  |     | 31.0 | 4.5 | 10.4 | .427 |    |     |     | 2.6 | 3.1 | .842 |       |        | 2.8 | 5.8  |     |     |     | 2.5 | 11.5 |
| 1970-71   | 28   | Chicago Bulls       | NBA  | 82  |     | 27.3 | 3.4 | 8.0  | .422 |    |     |     | 2.8 | 3.3 | .840 |       |        | 2.3 | 4.7  |     |     |     | 2.6 | 9.5  |
| 1971-72   | 29   | Chicago Bulls       | NBA  | 82  |     | 29.9 | 4.4 | 10.1 | .430 |    |     |     | 2.6 | 3.1 | .835 |       |        | 2.1 | 4.6  |     |     |     | 2.6 | 11.3 |
| 1972-73   | 30   | Chicago Bulls       | NBA  | 82  |     | 25.4 | 3.4 | 8.0  | .426 |    |     |     | 1.9 | 2.3 | .841 |       |        | 1.8 | 3.6  |     |     |     | 1.8 | 8.7  |
| 1973-74   | 31   | Chicago Bulls       | NBA  | 79  |     | 21.6 | 3.3 | 7.1  | .466 |    |     |     | 1.8 | 2.2 | .835 | 0.4   | 0.9    | 1.3 | 3.8  | 1.3 | 0.2 |     | 2.0 | 8.5  |
| 1974-75   | 32   | Buffalo Braves      | NBA  | 76  |     | 17.6 | 1.3 | 3.4  | .391 |    |     |     | 0.7 | 0.9 | .806 | 0.3   | 1.1    | 1.4 | 3.4  | 1.1 | 0.3 |     | 1.9 | 3.4  |
| 1975-76   | 33   | Buffalo Braves      | NBA  | 66  |     | 15.1 | 1.3 | 2.8  | .486 |    |     |     | 0.5 | 0.7 | .729 | 0.2   | 0.8    | 1.0 | 2.3  | 0.7 | 0.2 |     | 1.4 | 3.2  |
| 1976-77   | 34   | Washington Bullets  | NBA  | 62  |     | 12.4 | 1.0 | 2.1  | .466 |    |     |     | 0.5 | 0.6 | .784 | 0.2   | 0.9    | 1.1 | 2.1  | 0.9 | 0.1 |     | 1.1 | 2.5  |
| Total     |      |                     | NBA  | 783 |     | 22.1 | 2.9 | 6.8  | .428 |    |     |     | 1.8 | 2.2 | .828 | 0.3   | 0.9    | 1.8 | 3.7  | 1.0 | 0.2 |     | 2.0 | 7.6  |

### Playoffs
| Temporada | Edad | Equipo             | Liga | P  | MIN  | TCA | TC  | 3PA | 3P | TLA | TL | R.OF. | REB | ASIS | ROB | TAP | PER | FP  | PTS | %TC  | %3P | %FT   | MIN  | PTS  | REB | AST |
| 1966-67   | 24   | Philadelphia 76ers | NBA  | 1  | 4    | 2   | 3   |     |    | 0   | 0  |       | 2   | 2    |     |     |     | 1   | 4   | .667 |     |       | 4.0  | 4.0  | 2.0 | 2.0 |
| 1969-70   | 27   | Chicago Bulls      | NBA  | 5  | 121  | 25  | 59  |     |    | 8   | 10 |       | 6   | 24   |     |     |     | 11  | 58  | .424 |     | .800  | 24.2 | 11.6 | 1.2 | 4.8 |
| 1970-71   | 28   | Chicago Bulls      | NBA  | 7  | 250  | 42  | 92  |     |    | 26  | 30 |       | 18  | 57   |     |     |     | 19  | 110 | .457 |     | .867  | 35.7 | 15.7 | 2.6 | 8.1 |
| 1971-72   | 29   | Chicago Bulls      | NBA  | 4  | 119  | 24  | 49  |     |    | 7   | 8  |       | 13  | 12   |     |     |     | 15  | 55  | .490 |     | .875  | 29.8 | 13.8 | 3.3 | 3.0 |
| 1972-73   | 30   | Chicago Bulls      | NBA  | 7  | 175  | 34  | 79  |     |    | 16  | 21 |       | 16  | 15   |     |     |     | 20  | 84  | .430 |     | .762  | 25.0 | 12.0 | 2.3 | 2.1 |
| 1973-74   | 31   | Chicago Bulls      | NBA  | 11 | 251  | 23  | 74  |     |    | 6   | 6  | 5     | 20  | 32   | 7   | 1   |     | 20  | 52  | .311 |     | 1.000 | 22.8 | 4.7  | 1.8 | 2.9 |
| 1974-75   | 32   | Buffalo Braves     | NBA  | 7  | 113  | 11  | 23  |     |    | 8   | 12 | 2     | 7   | 17   | 4   | 1   |     | 15  | 30  | .478 |     | .667  | 16.1 | 4.3  | 1.0 | 2.4 |
| 1975-76   | 33   | Buffalo Braves     | NBA  | 7  | 36   | 3   | 8   |     |    | 2   | 3  | 0     | 4   | 3    | 2   | 0   |     | 5   | 8   | .375 |     | .667  | 5.1  | 1.1  | 0.6 | 0.4 |
| 1976-77   | 34   | Washington Bullets | NBA  | 4  | 34   | 3   | 5   |     |    | 0   | 1  | 1     | 3   | 2    | 1   | 0   |     | 5   | 6   | .600 |     | .000  | 8.5  | 1.5  | 0.8 | 0.5 |
| Total     |      |                    | NBA  | 53 | 1103 | 167 | 392 |     |    | 73  | 91 | 8     | 89  | 164  | 14  | 2   |     | 111 | 407 | .426 |     | .802  | 20.8 | 7.7  | 1.7 | 3.1 |